# (5074) Goetzoertel
(5074) Goetzoertel ist ein Asteroid des Hauptgürtels, der am 24. August 1949 im Rahmen des Indiana Asteroid Program am Goethe-Link-Observatorium (IAU-Code 760) in Brooklyn im US-Bundesstaat Indiana entdeckt wurde.
Der Asteroid gehört zur Eos-Familie, einer Gruppe von Asteroiden, welche typischerweise große Halbachsen von 2,95 bis 3,1 AE aufweisen, nach innen begrenzt von der Kirkwoodlücke der 7:3-Resonanz mit Jupiter, sowie Bahnneigungen zwischen 8° und 12°. Die Gruppe ist nach dem Asteroiden (221) Eos benannt. Es wird vermutet, dass die Familie vor mehr als einer Milliarde Jahren durch eine Kollision entstanden ist.
(5074) Goetzoertel wurde am 10. November 2003 nach dem deutsch-amerikanischen Physiker und Wissenschaftsmanager Goetz Oertel (1934–2021) benannt, der von 1985 bis 1998 als Präsident und Chief Executive der AURA arbeitete, die das Hubble-Teleskop, Stern- und Sonnenwarten in Arizona, New Mexico und Chile, neuerdings auch die Gemini-Teleskope in Hawaii und Chile betreibt.